# مارکت
مارکت (انگلیسی: Marquette) شرکت خودروسازی آمریکایی بود، که در سال ۱۹۲۹ تأسیس شد.